# 佐久間麻未
佐久間 麻未（さくま あさみ、1986年11月27日 - ）は日本の女性声優。千葉県出身。以前はケンユウオフィス（預かり）に所属していた。アミューズメントメディア総合学院卒業。

## 出演作品
※太字は主役・メインキャラクター。

### テレビアニメ
- アームズラリー（エージ）

### Webアニメ
- 端ノ向フ（ジロチャン）（クレジットは「佐久間麻美」）

### 吹き替え
- サブリミナル（ピーター）
- リーカー　地獄のモーテル（グレッチェン）

### ドラマCD
- ご主人様と犬2（豊崎）
- ときめきメモリアルOnly Love Vol.2春野つかさ
- ねがったりかなったり（天野）

### ラジオ
- 小森まなみのPop'nパジャマEYE
- 純子と涼のアシタヘストライク!